# Коханець (фільм, 1992)
«Коханець» (фр. L'Amant; в'єт. Người tình) — кінофільм 1992 р. режисера Жана-Жака Анно. Екранізація автобіографічній повісті Маргеріт Дюрас «Коханець» (1984 рік).
Це був перший західний фільм після 1975 року, знятий у В'єтнамі. Знімався при активній участі в'єтнамських кінематографістів. Початок зйомок було в 1989 році, на екран фільм вийшов 22 січня 1992 року (Франція). Номінації премії «Оскар» за «найкращу операторську роботу» та Японської кіноакадемії в номінації «Найкращий іноземний фільм», переможець французької премії «Сезар» за «найкращу музику» і Golden Reel Award (США) за «найкращу музику» (1993 рік).

## Сюжет
Колоніальний В'єтнам, 1929 рік. Зубожіла сім'я французів живе в дельті Меконгу, в районі Ламдонга, що в 100 км від Сайгона. Це мати-вчителька, старший син-наркоман, п'ятнадцятирічна дочка і молодший син. Одного разу дочка, повертаючись в столичний пансіон для дівчаток, на поромі зустрічається з вишуканим, заможним і красивим китайцем.
Молода дівчина і Китаєць (так вони звуться у фільмі) — головні герої фільму. Китаєць підвозить її до пансіону на своїй машині. Роман стрімко розвивається: вони починають зустрічатися як коханці в будинку, загубленому в одному з багатолюдних кварталів Сайгона — китайському кварталі Телон. Їхнє одруження неможливе через культурні традиції: його сім'я вже призначила дату весілля з рівною йому китаянкою. Вони обоє знають, що у них немає спільного майбутнього, і тому на словах прагнуть переконати один одного і самі себе, що їх зв'язок не заснований на почуттях. Він одружується, а вона повертається з родиною в малознайому їй Францію. На пароплаві вона розуміє, що у неї є до нього почуття. Через багато років він повідомить їй, що її любить і буде любити її все життя.

## Ролі
- Джейн Марч — Молода дівчина
- Тоні Люн Ка Фай — Китаєць
- Фредеріка Мейнінже — Мати
- Арно Джованінетті — Старший брат
- Мельвіль Пупо — Молодший брат
- Ліза Фолкнер — Хелен Лагонель
- Сіем Ман — Батько Китайця
- Філіп Ле Дем — Вчитель французької
- Анн Шауфус — Анн-Марі Стреттер

Текст за кадром читає Жанна Моро.

## Зйомки
Почалися зйомки фільму 14 січня 1991 р. Через два місяці після цієї дати Джейн Марч виповнилося вісімнадцять. Це була її перша роль у кіно, але вона вже була топмоделлю. Дружина режисера побачила її фото в журналі Just Seventeen, і звернула на неї увагу чоловіка.
Хоча уряд В'єтнаму в цей період вийшов з ізоляціонізму і був доброзичливий до іноземців, всі фільмування і сценарна робота проходили за погодженням з владою. Тому всі сцени сексуального характеру знімалися в Парижі. Лише зйомки зайняли 135 днів і обійшлися в 30 млн доларів.

## Прокат
Американська критика зустріла фільм в цілому негативно, порівнюючи його з «Еммануель» або з еротичними відео Playboy і Penthouse.

## Нагороди
- «Сезар» за «найкращу музику»
- Golden Reel Award (США) за «найкращу роботу звукорежисера»

## Цікаві факти
- Коли зйомки фільму проходили в Хошиміні, для участі в масових сценах (у ресторані, пансіоні, на кораблі) залучалися працівники радянського консульства і торгпредства.
- Для фільмування двох головних сцен використовувався пароплав 1920-го року, який прибув в Хошімін з Кіпру.
- В'єтнам надав кіногрупі один з урядових вертольотів.
- У картині можна помітити невеликий ляп: коли героїня Джейн Марч сідає в автобус, її губи не нафарбовані, але після того, як вона виходить з автобуса на пором і стоїть, спершись об поручень, на її губах помада червоного кольору.